# Sinie zajcy ili Muzykal'noe putešestvie
Sinie zajcy ili Muzykal'noe putešestvie (Синие зайцы или Музыкальное путешествие) è un film del 1972 diretto da Vitalij Evgen'evič Aksёnov.

## Trama
Il giovane clown Saša non se la cava bene con l'asino Gena. Dopo un altro fallimento, decide di fare un viaggio con Gena. Dopo aver viaggiato in tutto il paese, gli "amici" tornano nella loro città natale e appaiono di nuovo davanti al pubblico.